# 原色の街
『原色の街』（げんしょくのまち）は、吉行淳之介による日本の短編小説である。『世代』1951年（昭和26年）12月号初出。芥川賞候補作になった。その後、別の短編小説（『ある脱出』）のモチーフを入れて改稿した同名の作品が単行本（1956年）に収録された。新潮文庫に収録のものは、改稿後のものである。

## あらすじ
主な登場人物は、赤線の娼婦あけみ（25）と、汽船会社に勤める元木英夫（30）である。（以下、初出のあらすじ）
元木は同僚の望月と娼家「ヴィナス」を訪れる。あけみは、空襲で家族を失い、社交喫茶のホステスを経て娼婦になったという身の上話をする。元木はあけみの体を愛撫するが、酔っていると言って途中で寝てしまう。そのことがきっかけになって、あけみの身体に異変が生じる。あけみは元木を憎む一方で、もう一度会ってみたいと考える。
元木は見合いをした瑠璃子と交際を始める。瑠璃子が戦死した初恋の男のことを繰り返し語るのに、元木はかえって刺激を覚える。やがて瑠璃子は男の話をしなくなった。
望月はなじみの女、「ヴィナス」の春子をモデルに写真を撮ることになる。業界誌の表紙に使うというのは嘘で、望月はカメラにフィルムを入れず、いい加減にごまかすつもりである。それを知った元木はその情景の残酷さに耐えられない思いをする。元木はその場に同席し、ポーズを取る春子をすばやく写真に納める。
元木は再びあけみのもとを訪れ、春子に渡してほしいと言って写真を渡す。事情を知っていたあけみは元木のやさしさに涙を浮かべる。元木に抱かれたあけみは全身に確かな感覚を覚える。
元木の汽船会社では新しい貨物船が竣工し、レセプションを開催することになった。望月のおしゃべりを聞いて、「ヴィナス」の主人や娼婦たちも会場（竣工した船の甲板）にやってくる。瑠璃子も来ており、元木に大きく手を振るが、その様子を見ていたあけみは、嫉妬のため心のバランスを失って、体を元木にぶつける。2人は船の手すりを越え、水面に落下する…。

## エピソード
- 舞台は向島の赤線、鳩の街である。
- この作品を執筆する際、吉行は赤線の店には上がったことがなかったという。